# Laurent Viaud
Pour les articles homonymes, voir Viaud.
Laurent Viaud, né le 8 octobre 1969 à Nantes, est un footballeur français évoluant au poste de milieu défensif. Devenu recruteur pour Liverpool, puis formateur à Angers SCO, il rejoint en 2021 le Stade rennais afin de prendre en charge les U19.

## Biographie

### Carrière en club
Après des débuts à l'Étoile Sportive Couëronnaise (ESC) à l'âge de 6 ans puis un passage à l'ASPTT Nantes football (en cadets, de 1982 à 1984), Laurent Viaud rejoint Angers SCO en 1984. C'est avec ce club qu'il commence sa carrière professionnelle, en 1988, comme milieu de terrain. Avec Angers SCO Laurent Viaud accède à la Division 1, en 1993. 
Il rejoint ensuite l'AS Monaco, club avec lequel il est sacré champion de France en 1997. Transféré au Stade rennais, il est relégué sur le banc lors de sa deuxième saison en Bretagne et quitte le championnat français pour l'Espagne, et le CF Extremadura, avec qui il vit une relégation en Division 2. 
De retour en France, au Stade lavallois, il dispute deux saisons pleines en D2. À la fin de la saison 2001-2002 il est le deuxième Lavallois le mieux noté au classement des étoiles du magazine France Football. Il retourne ensuite en Espagne, à Albacete Balompié, avec qui il accède à la Division 1 au terme de la saison 2002-2003. Laurent Viaud dispute encore deux saisons en Liga et revient en France en 2005, au club amateur de l'Olympique de Saumur Football Club, où il achève sa carrière, victime d'une rupture des ligaments croisés.

### Parcours international
En 1991 il participe au Tournoi de Toulon avec l'équipe de France espoirs, dans laquelle figurent Fabien Barthez et Zinédine Zidane, révélation de la saison avec Cannes. Laurent Viaud est titulaire en finale mais les Bleuets sont privés de leur maître à jouer, expulsé au match précédent, et s'inclinent 1-0 sur un but d'Alan Shearer.
Le 21 mai 1998, il joue avec l'équipe de Bretagne lors d'un match amical face au Cameroun, au Stade de la Route de Lorient à Rennes.

### Reconversion: recruteur puis formateur
En août 2006, Laurent Viaud est recruteur pour le Liverpool FC. C'est Rafael Benítez, son ancien entraîneur au CF Extremadura qui l'a nommé. Il fut aussi recruteur pour le club de Villarreal CF.
Revenu en 2008 à Angers SCO, il est de 2011 à 2021 entraîneur des U17 nationaux et responsable de la préformation, avant de rejoindre le Stade rennais, où il retrouve Denis Arnaud, directeur du centre de formation, ayant pris la même trajectoire un an auparavant.
Laurent Viaud est depuis 2014 titulaire du BEFF (brevet d'entraîneur formateur de football), qui permet d'encadrer un centre de formation professionnel. Il possède également un DUGOS (diplôme d'université gestionnaire des organisations sportives), obtenu en 2012. 

## Palmarès

### En club
- Champion de France : 1997 avec l'AS Monaco
- Vice-Champion de France de D2 : 1993 avec Angers SCO
- Vainqueur de la Coupe nationale des cadets : 1985 avec la Ligue Atlantique
- Finaliste de la Coupe de la Ligue en 1992 avec Angers SCO

### En sélection
- Finaliste du Tournoi de Toulon en 1991 avec l'équipe de France espoirs